# Albertia reicheltae
Albertia reicheltae is een raderdiertjessoort uit de familie Dicranophoridae. De wetenschappelijke naam van deze soort is voor het eerst geldig gepubliceerd in 1970 door Koste.